# Thermosphaeroma thermophilum
Thermosphaeroma thermophilum é uma espécie de crustáceo da família Sphaeromatidae. Foi endémica dos Estados Unidos da América.
O seu habitat natural eram rios.É classificada como Extinta na natureza pela IUCN devido à perda de habitat. A espécie ainda existe em poços de concreto na localidade de Socorro, Novo México.